# Giuseppe Colasanto
Giuseppe Colasanto (Terlizzi, 23 novembre 1918 – 1991) è stato un politico italiano.

## Biografia
Nato a Terlizzi nel 1918, svolse la professione di insegnante, dirigente e ispettore scolastico nella città di Andria. Militò politicamente nelle file della Democrazia Cristiana e fu sindaco di Andria dal 1967 al 1972. Eletto al Consiglio regionale della Puglia, fu anche assessore e presidente della Regione dal 1988 al 1990. Morì nel 1991 e nel 2004 gli è stato intitolato l'istituto professionale di Andria.